# Andrey Izmaylov
Andrey Izmaylov, né le 5 juin 1997, est un coureur cycliste ouzbek.

## Palmarès et résultats

### Palmarès sur route
- 2016
  - 2e du championnat d'Ouzbékistan du contre-la-montre
- 2017
  -  Champion d'Ouzbékistan sur route espoirs
  - 2e du championnat d'Ouzbékistan du contre-la-montre espoirs

### Classements mondiaux
| Année                                 | 2016  | 2017  | 2018  | 2019  |
| ------------------------------------- | ----- | ----- | ----- | ----- |
| Classement mondial                    | 1602e | 1739e | 3195e | 2643e |
| UCI Asia Tour                         | 269e  | nc    | 776e  | 261e  |
|                                       |       |       |       |       |
| Légende : nc = non classéSource : UCI |       |       |       |       |

### Palmarès sur piste
- 2015
  - 3e du championnat d'Ouzbékistan de l'américaine
  - 3e du championnat d'Ouzbékistan de course aux points
- 2018
  -  Champion d'Ouzbékistan de l'américaine (avec Sergey Medvedev)
  -  Champion d'Ouzbékistan de scratch
  - 2e du championnat d'Ouzbékistan de course aux points